# ARN Media

Historisches Logo von APN News & Media

ARN Media (Ehemals: Here, There & Everywhere (HT&E) und davor APN News & Media (ANM)) ist ein in Australien ansässiges Unternehmen der Medien-Branche. Es gehört mit dem Konkurrenten Fairfax Media zu den zwei größten Unternehmen auf dem australischen und neuseeländischen Zeitungs- und Medienmarkt und ist in den beiden Ländern im sogenannten Outdoor advertising-Markt (Außenwerbung) tätig, gibt zahlreiche Zeitungen und Zeitschriften heraus, betreibt Radiostationen und Internetportale. Das Unternehmen ist im Aktienindex NZX 50 Index gelistet.
Der australische Markt wird von APN News & Media bedient und für den neuseeländischen Markt wurde am 15. Oktober 2010 das Tochterunternehmen APN Media (NZ) Limited mit Sitz in Auckland gegründet, das seit dem 8. Dezember 2010 auch an der neuseeländischen Börse (NZX) gelistet ist.

## Besitzer und Management
Die APN News & Media ist eine Aktiengesellschaft und wird über das irische Medienunternehmen Independent News & Media (INM) kontrolliert, die nach eigenen Angaben 2011 einen Anteil von 31,6 % an APN News & Media hielt und damit größter Aktionär ist. Independent News & Media selbst, befand sich bis 2019 im Besitz der Familie O’Reilly und wurde bis 2009 von Anthony O’Reilly geleitet. Im Jahr 2009 übergab er die Unternehmensführung an seinen zweiten Sohn Gavin O'Reilly. Gavin O'Reilly ist seit 2009 ebenfalls Chief Executive Officer (CEO) der APN News & Media in Australien. 2019 wurde das Mutterunternehmen INM an die belgische Mediengruppe Mediahuis verkauft.

## Geschichte
1968 taten sich in Queensland einige Besitzer von Zeitungen zusammen und gründeten die Provincial Newspapers of Queensland (PNQ). 20 Jahre später wurde PNQ von Independent News & Media aufgekauft und 1992 als Australian Provincial Newspapers (APN) an die australischen Börse gebracht. Kurze Zeit später wurde das Unternehmen in APN News & Media Limited umbenannt.
1997 kaufte APN 33 % von The Radio Network, Neuseelands größtem Radiosender. 2001 kaufte APN die Wilson & Horton Limited und übernahm damit die größte Tageszeitung Neuseelands, den New Zealand Herald. Weitere Zukäufe auf dem neuseeländischen Markt folgten. So konnte APN mit einer Zeitungsauflage von rund 260.000 Exemplaren und einer durchschnittlichen Leserschaft von rund 811.000 Lesern etwa 45 % des neuseeländischen Marktes für sich gewinnen.
Im Jahr 2017 wurde der Name des Unternehmens von APN News & Media in HT&E – Here, There & Everywhere geändert. Im Mai fand eine abermalige Umfirmierung zu ARN Media statt.

## Heute
APN News & Media war 2009 nach eigenen Angaben in den Märkten Australien mit 52 %, in Neuseeland mit 41 % und in Asien mit 7 % Anteil aktiv. Die Geschäftsbereiche des Unternehmens teilten sich entsprechend wie folgt auf:
- 32 % – New Zealand Media
- 26 % – Australien Regional Media
- 22 % – Outdoor Advertising
- 12 % – Australien Radio
- 8 % – New Zealand Radio

Publikationen:

APN besitzt heute 14 regionale Ausgaben an Tageszeitungen und etwa 60 sogenannte Community Publikationen in Australien und über die NZME. Publishing Limited 7 regionale Tageszeitungen und mehr als 45 Community Publikationen in Neuseeland.
Radio:

APN besitzt heute 50 % der The Radio Network (TRN) in Neuseeland und 50 % der Australian Radio Network (ARN).
Außenwerbung:

Im Bereich des Outdoor Advertising ist APN neben Australien und Neuseeland noch in Hongkong und Indonesien aktiv und erwirtschaftete 2009 damit 6,9 Mio. AU$ Gewinn, bei 109,4 Mio. AU$ Umsatz.

## Medien

### Zeitungen (Australien)
- Daily Mercury, Mackay, Queensland
- News Mail, Bundaberg, Queensland
- QT – The Queensland Times, Ipswich, Queensland
- Sunshine Coast Daily, Maroochydore, Queensland
- The Advocate Coffs Coast, Coffs Harbour, New South Wales
- The Chronicle, Toowoomba, Queensland
- The Chronicle Fraser Coast, Maryborough, Queensland
- The Daily Examiner, Yamba, New South Wales
- The Gympie Times, Gympie, Queensland
- The Morning Bulletin, Rockhampton, Queensland
- The Northern Star, Lismore, New South Wales
- Tweed Daily News, Murwillumbah, New South Wales

### Zeitungen (Neuseeland)
- Bay of Plenty Times, Tauranga
- Hawke’s Bay Today, Hastings
- Rotorua Daily Post, Rotorua
- The New Zealand Herald, Auckland
- The Northern Advocate, Whangārei
- The Oamaru Mail, Oamaru
- Wairarapa Times-Age, Masterton
- Wanganui Chronicle, Wanganui

- New Zealand Herald on Sunday, Auckland

### Community Zeitungen (Neuseeland)
- The Aucklander, Auckland
- The Star, Christchurch

### Magazine (Australien)
- City Life Magazine für die Regionen um die Städte Cairns, Townsville, Mackay und den Whitsunday Islands
- Style Magazines, Wilston

### Radio (Australien)
Australian Radio Network produziert folgende Hörfunksender:
- Mix 102.3
- Classic Hits 4KQ 693
- Cruise 1323AM
- ZM 91.0 Online
- MIX 106.3 Canberra
- The Edge 96.ONE
- Classic Hits WSFM 101.7
- Mix 106.5 Sydney
- Nova 93.7
- 97.3FM Brisbane
- Classic Hits Gold 104.3
- Mix 101.1 Melbourne

### Radio (Neuseeland)
The Radio Network (TRN) betreibt folgende Hörfunksender in Neuseeland:
- Hauraki
- Easy Mix
- Flava
- Coast
- Classic Hits
- NewstalkZB
- Radio Network
- Radio Sport